# 置地廣塲 (上海)

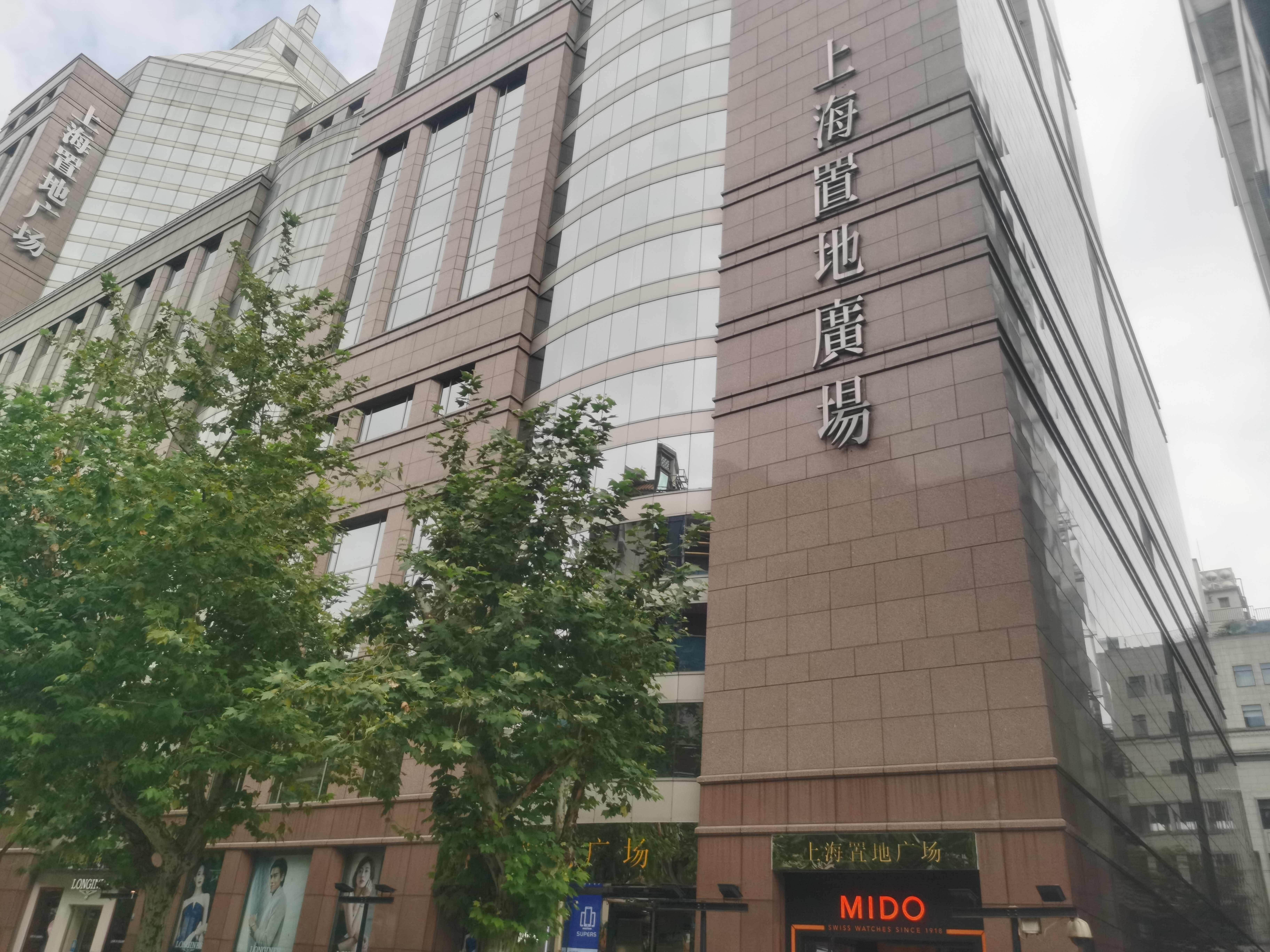
上海置地廣場

置地广场是位於中華人民共和國上海市黃浦區南京東路的一家由上海万泰置地发展有限公司投資的百货商厦，于1997年1月8日建成開放。置地广场佔地面積3918平方米，建築總面積26998平方米。共有8個樓面，營業面積1萬多平方米。置地广场曾推出折扣特卖活動，该商场的地下二层为特卖场。2011年5月，该商场因销售女鞋打折后的价格高于原价，被处以50万元人民币的罚款。
2022年12月9日，置地广场表示，由于商场与业主的租赁合同期限届满，于2023年1月31日22:00营业结束以后正式闭店终止经营。

## 外部連結
- 官方网站